# Dai Nihon shiryō
Le Dai Nihon shiryō (大日本史料) est un recueil de documents historiques classés chronologiquement et datés du IXe au XVIIe siècle, publié par l'Université de Tokyo depuis 1901, et toujours en cours de publication. Il comporte 343 volumes, dont un index en 17 volumes publié entre 1923 et 1963.